# Derrame pericárdico
Un derrame pericárdico es una acumulación anormal de líquido en la cavidad pericárdica. El acúmulo de fluido pericárdico hace que la presión intrapericardica sea más elevada o igual que la presión ventricular derecha provocando colapso diastólico del ventrículo y aurícula derecha, disminución del gasto cardiaco y síntomas de fallo posterior. La cantidad de líquido pericárdico no determina si el taponamiento está presente o no. La presión intrapericárdica se determina a partir de la elasticidad pericárdica, el ritmo de acúmulo de fluido y la cantidad de fluido acumulado. La elasticidad del saco pericárdico disminuye con la edad, con la inflamación pericárdica crónica y con la neoplasia pericárdica, de esta manera solo pequeñas cantidades de líquido en el saco pericárdico serán suficientes para generar una gran presión sobre las cámaras cardiacas.

## Tipos
Según la acumulación de líquido la efusión (derrame) pericárdico puede ser:
- Trasudado: insuficiencia cardíaca congestiva, mixedema o el síndrome nefrótico;
- Exudado: tuberculosis o empiema;
- Hemorrágico: trauma, ruptura de aneurismas o una efusión maligna.

## Etiología
Las causas de un derrame pericárdico incluyen hipotiroidismo, trauma (golpes o penetración del pecho que comprometa el pericardio), pericarditis, trauma iatrogénico (cirugía del corazón, por ejemplo) o ruptura del miocardio. Otras razones de derrame pericárdico incluyen:
- Infección viral: es frecuente, por ejemplo, en pacientes infectados con el virus VIH[1]
- Enfermedades inflamatorios como lupus eritematoso, artritis reumatoide.
- Cáncer metastizado al pericardio: la tercera parte de los pacientes con metástasis pericárdica mueren por tamponamiento cardíaco.[2]
- Insuficiencia renal con niveles excesivos de urea nitrogenada.

En los animales se ha documentado la presencia de derrame pericárdico ante la presencia de hernias peritoneopericárdicas, fallo cardíaco congestivo, rotura auricular izquierda, infección, neoplasia, traumatismo y etiologías idiopáticas. En felinos, la peritonitis infecciosa (PIF) es la causa más habitual de derrame pericárdico y con frecuencia se acompaña de efusión pleural y ascites. Dentro de las patologías cardíacas, la cardiomiopatía hipertrófica es la más frecuente que producirá derrame pericárdico. Otras son cardiomiopatías dilatas, restrictivas y anormalidades valvulares mitrales.
En los caninos, la neoplasia intrapericárdica, la pericarditis hemorrágica idiopática y la rotura auricular izquierda secundaria a regurgitación mitral crónica son las causas más comunes de acumulación de líquido en cavidad pericárdica. La lista la encabezan los tumores intracardíacos y pericárdicos, siendo los de mayor incidencia el hemangiosarcoma, el quemodectoma y el mesotelioma.
Se aprecia incidencia elevada de derrame pericárdico en los caninos de razas grandes, siendo las tasas más elevadas en los Golden Retrievers, Pastores alemanes, San Bernardos, Labradores retrievers y Terranovas.
La pericarditis fibrinosa es la causa más habitual de derrame pericárdico en la vaca, otras causas en dicha especie son el linfoma cardíaco y la efusión secundaria que progresa a infección sistémica, pleural y respiratoria.

## Síntomas
Una efusión leve puede no cursar con síntomas. Efusiones más voluminosas presentan con presión y dolor en el pecho. 
El líquido pericárdico, con o sin taponamiento, reduce el llenado y el gasto del sector derecho del corazón; lo que reducirá el volumen y el gasto del lado izquierdo del corazón. La función estará reducida cuando exista un volumen importante de líquido pericárdico. El diagnóstico de fallo cardíaco, debería esperarse hasta la resolución de la efusión. No siendo posible realizar la adecuada evaluación de la función cardíaca, debido a los movimientos erráticos del corazón dentro del saco pericárdico. Dichos movimientos desaparecen luego de realizada la pericardiocentesis.

## Tratamiento
El tratamiento depende del evento causante y la severidad del trastorno que cause sobre el corazón. El derrame por infección viral, por lo general se resuelve espontáneamente al cabo de pocas semanas sin tratamiento. Algunas formas de derrame pericárdico son leves y no requieren tratamiento aunque persistan en el tiempo. Si el derrame pericárdico es debido a enfermedades como lupus, el tratamiento con medicamentos antiinflamatorios, pueden causar alivio. Si el derrame compromete la función cardíaca, causando taponamiento, deberá ser drenado, comúnmente insertando una jeringa atravesando la pared torácica hasta llegar al espacio pericárdico, un proceso llamado pericaridocentesis. El riesgo o evidencia de tamponamiento cardíaco es una emergencia médica y requiere el drenaje inmediato del espacio pleural. Ocasionalmente se requerirá la inserción temporal de un drenaje por varios días.

## Veterinaria
En veterinaria, el derrame pericárdico es la alteración pericárdica más frecuente en perros y gatos, se estima que la incidencia de las enfermedades del pericardio en perros y gatos es del 1% con respecto a todas las enfermedades cardiacas. El derrame pericárdico es la enfermedad pericárdica más común en los perros y los gatos, y resulta en una presión pericárdica incrementada que puede llevar a tamponada cardiaca o pulso paradójico, por lo que subsecuentemente, el volumen latido, la presión arterial y el retorno venoso disminuyen, pudiéndose originar un shock cardiogénico que puede acarrear la muerte del paciente. En estos animales domésticos afectados se observan disnea constante, rales húmedos, y pulso parvus. La pericardiocentesis es también el tratamiento de preferencia para drenar la vacidad intrapleural.